# Es Pantaleu
Es Pantaleu (katalanisch) beziehungsweise El Pantaleu (spanisch) ist eine unbewohnte Insel vor der Küste Mallorcas. Sie liegt nahe dem Westende der Insel in der Bucht von Sant Elm. Die Grundfläche der Insel beträgt 2,4 Hektar, die höchste Erhebung erhebt sich 26 Meter über den Meeresspiegel.

## Geschichte

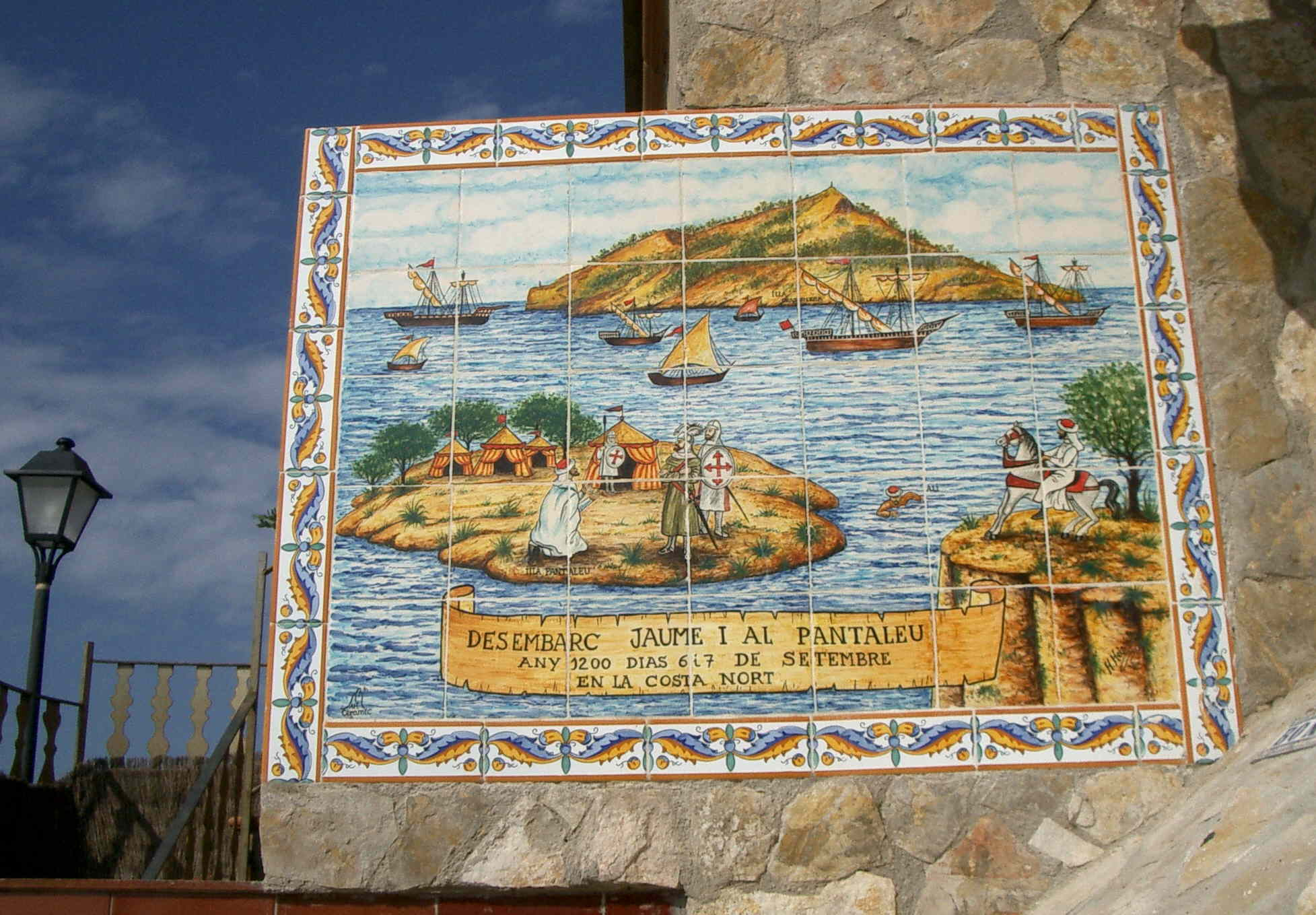
Fayence am Hafen von Sant Elm. Die Jahreszahl ist offenbar fehlerhaft

Geschichtliche Bedeutung erlangte das Eiland im Jahre 1229, als Jakob I. von Aragón im September dieses Jahres bei der Überfahrt nach Mallorca mit seinen Schiffen vor der Insel ankerte, um Schutz vor einem Sturm zu suchen. Von hier aus wurde dann die Küste Mallorcas ausgekundschaftet und der Strand beim heutigen Santa Ponça als idealer Landungsort der christlichen Streitmacht ausgewählt, um mit der Reconquista der Balearen zu beginnen. Die Bucht von Sant Elm hatte sich nämlich als zu gut verteidigt erwiesen.
Heute ist die etwa 300 m vom Strand von Sant Elm entfernte Insel ein beliebtes Ziel für sichere Schwimmer. Seit 1995 gehört sie zum Naturpark Sa Dragonera und darf, bis auf den winzigen Kiesstrand, nicht betreten werden.